# Hydra (slægt)
 For alternative betydninger, se Hydra. (Se også artikler, som begynder med Hydra)
En hydra er en stillestående ferskvandspolyp. Den er mellem 1 og 20 mm lang og cylindrisk og består kun af 2-3 cellelag. I den ene ende har den en fodskive, som den holder sig fast med, i den anden ende sidder munden (som også fungerer som anus) og tentaklerne. Føden består mest af små krebsdyr og insektlarver, og byttedyret lammes af de nældeceller, der oftest sidder i tentaklerne.
Formering foregår ved knopskydning og er altså ukønnet. Hydraer betragtes som hermafroditer.
En hydra har ikke noget blodkredsløb, men benytter sig af diffusion. Dyrets nervesystem er mere et nervenet, og der er ingen hjerne.